# Gorgota
Gorgota es una comuna ubicada en el distrito de Prahova, Rumania.

## Superficie
Posee una superficie de 32,53 kilómetros cuadrados.

## Demografía
Hasta 2021 la población era de 4696 habitantes, con una densidad de población de 144,4 habitantes por kilómetro cuadrado.